# Rivka Carmi
Rivka Carmi (Israel, 1948) é uma pediatra e geneticista israelense. É desde 2006 presidente (reitora) da Universidade Ben-Gurion do Negev (BGU), sendo a primeira mulher presidente de uma universidade israelense. Recebeu em 2015 o título honorário de Comandante da Ordem do Império Britânico (CBE).
Nascida em Israel, é graduada pela Escola de Medicina que mantém o Hospital Hadassah Ein Kerem da Universidade Hebraica de Jerusalém, tendo passado dois anos de especialização em genética médica no Boston Children’s Hospital e na Harvard Medical School.
Em dezembro de 2015, foi eleita uma das 100 mulheres mais influentes do mundo pela BBC.